# Tournoi de tennis de Guadalajara
Le tournoi de Guadalajara (Mexique) est un tournoi de tennis professionnel masculin du circuit Challenger. En 2022 se déroule la 1ère édition féminine du tournoi en catégorie WTA 1000.
La première édition masculine, organisée en 1978 sur terre battue, fait partie du circuit ATP. Le tournoi a par la suite été organisé de manière irrégulière, puis de 1997 à 2001 sous le nom de Copa Ericson Mexico. Depuis 2011, le tournoi fait de nouveau partie du circuit Challenger et se joue sur dur en tant que Jalisco Open. Il disparait du calendrier en 2019.
En 2021, Guadalajara accueille exceptionnellement le Masters féminin 2021 puis une première édition féminine de tournoi WTA 1000 en 2022.

## Palmarès dames

### Simple
| No | Date       | Nom et lieu du tournoi                                     | Catégorie | Dotation    | Surface    | Vainqueure        | Finaliste         | Score          |         |
| -- | ---------- | ---------------------------------------------------------- | --------- | ----------- | ---------- | ----------------- | ----------------- | -------------- | ------- |
| 1  | 17-10-2022 | Guadalajara Open Akron, Guadalajara                        | WTA 1000  | 2 527 250 $ | Dur (ext.) | Jessica Pegula    | María Sákkari     | 6-2, 6-3       | Tableau |
| 2  | 17-09-2023 | Guadalajara Open Akron, Guadalajara                        | WTA 1000  | 2 788 468 $ | Dur (ext.) | María Sákkari     | Caroline Dolehide | 7-5,6-3        | Tableau |
| 3  | 02-09-2024 | Guadalajara Open 125, Guadalajara                          | WTA 125   | 115 000 $   | Dur (ext.) | Kamilla Rakhimova | Tatjana Maria     | 6-3, 65-7, 6-3 | Tableau |
| 4  | 09-09-2024 | Guadalajara Open Akron presented by Santander, Guadalajara | WTA 500   | 922 573 $   | Dur (ext.) | Magdalena Fręch   | Olivia Gadecki    | 7-65, 6-4      | Tableau |

### Double
| No | Date       | Nom et lieu du tournoi                                    | Catégorie | Dotation    | Surface    | Vainqueures                     | Finalistes                            | Score              |         |
| -- | ---------- | --------------------------------------------------------- | --------- | ----------- | ---------- | ------------------------------- | ------------------------------------- | ------------------ | ------- |
| 1  | 17-10-2022 | Guadalajara Open Akron Guadalajara                        | WTA 1000  | 2 527 250 $ | Dur (ext.) | Storm Sanders Luisa Stefani     | Anna Danilina Beatriz Haddad Maia     | 7-64, 62-7, [10-8] | Tableau |
| 2  | 17-09-2023 | Guadalajara Open Akron Guadalajara                        | WTA 1000  | 2 788 468 $ | Dur (ext.) | Storm Hunter Elise Mertens      | Gabriela Dabrowski Erin Routliffe     | 3-6, 6-2, [10-4]   | Tableau |
| 3  | 02-09-2024 | Guadalajara Open 125 Guadalajara                          | WTA 125   | 115 000 $   | Dur (ext.) | Katarzyna Piter Fanny Stollár   | Angelica Moratelli Sabrina Santamaria | 6-4, 7-5           | Tableau |
| 4  | 09-09-2024 | Guadalajara Open Akron presented by Santander Guadalajara | WTA 500   | 922 573 $   | Dur (ext.) | Anna Danilina Irina Khromacheva | Oksana Kalashnikova Kamilla Rakhimova | 2-6, 7-5, [10-7]   | Tableau |

## Palmarès messieurs

### Simple
| No | Date       | Nom et lieu du tournoi                  | Catégorie      | Dotation       | Surface        | Vainqueur           | Finaliste             | Score          |                |
| -- | ---------- | --------------------------------------- | -------------- | -------------- | -------------- | ------------------- | --------------------- | -------------- | -------------- |
| 1  | 16-04-1978 | , Guadalajara                           |                | 50 000 $       | Terre (ext.)   | Gene Mayer          | John Newcombe         | 6-3, 6-4       |                |
| 2  | 22-10-1979 | , Guadalajara                           | Challenger     | 25 000 $       | Terre (ext.)   | Paul McNamee        | Rick Fagel            | 6-4, 6-4       |                |
|    | 1980       | Pas de tournoi                          | Pas de tournoi | Pas de tournoi | Pas de tournoi | Pas de tournoi      | Pas de tournoi        | Pas de tournoi | Pas de tournoi |
| 3  | 11-05-1981 | , Guadalajara                           | Challenger     | 25 000 $       | Terre (ext.)   | João Soares         | Matt Anger            | 6-4, 7-5       |                |
|    | 1982-1991  | Pas de tournoi                          | Pas de tournoi | Pas de tournoi | Pas de tournoi | Pas de tournoi      | Pas de tournoi        | Pas de tournoi | Pas de tournoi |
| 4  | 16-11-1992 | , Guadalajara                           | Challenger     | 100 000 $      | Terre (ext.)   | David Witt          | Mark Koevermans       | 6-4, 6-3       |                |
|    | 1993       | Pas de tournoi                          | Pas de tournoi | Pas de tournoi | Pas de tournoi | Pas de tournoi      | Pas de tournoi        | Pas de tournoi | Pas de tournoi |
| 5  | 21-11-1994 | , Guadalajara                           | Challenger     | 100 000 $      | Terre (ext.)   | Bryan Shelton       | Sjeng Schalken        | 6-4, 3-6, 6-2  |                |
|    | 1995-1996  | Pas de tournoi                          | Pas de tournoi | Pas de tournoi | Pas de tournoi | Pas de tournoi      | Pas de tournoi        | Pas de tournoi | Pas de tournoi |
| 6  | 01-09-1997 | , Guadalajara                           | Challenger     | 25 000 $       | Terre (ext.)   | Alejandro Hernández | Bobby Kokavec         | 6-4, 5-7, 6-2  |                |
| 7  | 17-11-1997 | Copa Ericson Mexico, Guadalajara        | Challenger     | 100 000 $      | Terre (ext.)   | Younès El Aynaoui   | Rogier Wassen         | 6-4, 6-7, 6-4  |                |
| 8  | 30-11-1998 | Copa Ericson Mexico, Guadalajara        | Challenger     | 100 000 $      | Terre (ext.)   | Markus Hipfl        | Younès El Aynaoui     | 6-7, 7-6, 7-6  |                |
| 9  | 22-11-1999 | Copa Ericson Mexico, Guadalajara        | Challenger     | 100 000 $      | Terre (ext.)   | Francisco Costa     | Nicolás Massú         | 4-6, 7-5, 6-3  |                |
| 10 | 09-10-2000 | Copa Ericson Mexico, Guadalajara        | Challenger     | 100 000 $      | Terre (ext.)   | Fernando Meligeni   | Hugo Armando          | 7-5, 4-6, 6-4  |                |
| 11 | 01-10-2001 | Copa Ericson Mexico, Guadalajara        | Challenger     | 75 000 $       | Terre (ext.)   | Agustín Calleri     | Edgardo Massa         | 6-4, 6-4       |                |
|    | 2002-2003  | Pas de tournoi                          | Pas de tournoi | Pas de tournoi | Pas de tournoi | Pas de tournoi      | Pas de tournoi        | Pas de tournoi | Pas de tournoi |
| 12 | 06-12-2004 | Copa Petrobras, Guadalajara             | Challenger     | 50 000 $       | Terre (ext.)   | Mariano Puerta      | Nicolás Lapentti      | 6-0, 6-2       |                |
|    | 2005-2010  | Pas de tournoi                          | Pas de tournoi | Pas de tournoi | Pas de tournoi | Pas de tournoi      | Pas de tournoi        | Pas de tournoi | Pas de tournoi |
| 13 | 20-06-2011 | Jalisco Open, Guadalajara               | Challenger     | 100 000 $      | Dur (ext.)     | Paul Capdeville     | Pierre-Ludovic Duclos | 7-5, 6-1       |                |
| 14 | 12-03-2012 | Aeroméxico Jalisco Open, Guadalajara    | Challenger     | 100 000 $      | Dur (ext.)     | Thiago Alves        | Paolo Lorenzi         | 6-3, 7-64      |                |
| 15 | 08-04-2013 | Aeroméxico Jalisco Open, Guadalajara    | Challenger     | 100 000 $      | Dur (ext.)     | Alex Bogomolov      | Rajeev Ram            | 2-6, 6-3, 6-1  |                |
| 16 | 25-03-2014 | Zurich Jalisco Open, Guadalajara        | Challenger     | 100 000 $      | Dur (ext.)     | Gilles Müller       | Denis Kudla           | 7-5, 6-1       |                |
| 17 | 20-04-2015 | Zurich Jalisco Open, Guadalajara        | Challenger     | 100 000 $      | Dur (ext.)     | Rajeev Ram          | Jason Jung            | 6-1, 6-2       |                |
| 18 | 14-03-2016 | Jalisco Open by Aeroméxico, Guadalajara | Challenger     | 100 000 $      | Dur (ext.)     | Malek Jaziri        | Stéphane Robert       | 5-7, 6-3, 7-65 |                |
| 19 | 10-03-2017 | Jalisco Open by Aeroméxico, Guadalajara | Challenger     | 50 000 $       | Dur (ext.)     | Mirza Bašić         | Denis Shapovalov      | 6-4, 6-4       |                |
| 20 | 16-04-2018 | Jalisco Open by Aeroméxico, Guadalajara | Challenger     | 50 000 $       | Dur (ext.)     | Marcelo Arévalo     | Christopher Eubanks   | 6-4, 5-7, 7-64 |                |

### Double
| No | Date       | Nom et lieu du tournoi                  | Catégorie       | Dotation        | Surface         | Vainqueurs                                | Finalistes                                  | Score             |                 |
| -- | ---------- | --------------------------------------- | --------------- | --------------- | --------------- | ----------------------------------------- | ------------------------------------------- | ----------------- | --------------- |
| 1  | 16-04-1978 | , Guadalajara                           |                 | 50 000 $        | Terre (ext.)    | Sandy Mayer Sherwood Stewart              | Gene Mayer Sashi Menon                      | 4-6, 7-6, 6-3     |                 |
| 2  | 22-10-1979 | , Guadalajara                           | Challenger      | 25 000 $        | Terre (ext.)    | Paul McNamee Fred McNair                  | Tony Giammalva Andy Kohlberg                | 6-2, 3-6, 6-3     |                 |
|    | 1980       | Pas de tournoi'                         | Pas de tournoi' | Pas de tournoi' | Pas de tournoi' | Pas de tournoi'                           | Pas de tournoi'                             | Pas de tournoi'   | Pas de tournoi' |
| 3  | 11-05-1981 | , Guadalajara                           | Challenger      | 25 000 $        | Terre (ext.)    | Glen Holroyd Eric Sherbeck                | Bruce Kleege Andy Kohlberg                  | 6-7, 6-4, 7-6     |                 |
|    | 1982-1991  | Pas de tournoi                          | Pas de tournoi  | Pas de tournoi  | Pas de tournoi  | Pas de tournoi                            | Pas de tournoi                              | Pas de tournoi    | Pas de tournoi  |
| 4  | 16-11-1992 | , Guadalajara                           | Challenger      | 100 000 $       | Terre (ext.)    | Royce Deppe David Rikl                    | Marc-Kevin Goellner Christian Saceanu       | 6-7, 6-4, 7-6     |                 |
|    | 1993       | Pas de tournoi                          | Pas de tournoi  | Pas de tournoi  | Pas de tournoi  | Pas de tournoi                            | Pas de tournoi                              | Pas de tournoi    | Pas de tournoi  |
| 5  | 21-11-1994 | , Guadalajara                           | Challenger      | 100 000 $       | Terre (ext.)    | Juan Garat Maurice Ruah                   | Kelly Jones David Pate                      | 6-2, 6-2          |                 |
|    | 1995-1996  | Pas de tournoi                          | Pas de tournoi  | Pas de tournoi  | Pas de tournoi  | Pas de tournoi                            | Pas de tournoi                              | Pas de tournoi    | Pas de tournoi  |
| 6  | 01-09-1997 | , Guadalajara                           | Challenger      | 25 000 $        | Terre (ext.)    | Nelson Aerts André Sá                     | Alejandro Hernández Óscar Ortiz             | 3-6, 6-2, 6-4     |                 |
| 7  | 17-11-1997 | Copa Ericson Mexico, Guadalajara        | Challenger      | 100 000 $       | Terre (ext.)    | Nelson Aerts André Sá                     | Bobby Kokavec Marco Osorio                  | 7-6, 6-3          |                 |
| 8  | 30-11-1998 | Copa Ericson Mexico, Guadalajara        | Challenger      | 100 000 $       | Terre (ext.)    | Sander Groen Ali Hamadeh                  | Martín García Sebastián Prieto              | 6-4, 6-2          |                 |
| 9  | 22-11-1999 | Copa Ericson Mexico, Guadalajara        | Challenger      | 100 000 $       | Terre (ext.)    | Thomas Shimada Myles Wakefield            | Simon Aspelin Johan Landsberg               | 4-6, 7-6, 6-1     |                 |
| 10 | 09-10-2000 | Copa Ericson Mexico, Guadalajara        | Challenger      | 100 000 $       | Terre (ext.)    | Hugo Armando Alexander Waske              | Fernando Meligeni Flavio Saretta            | 7-64, 6-4, 7-67   |                 |
| 11 | 01-10-2001 | Copa Ericson Mexico, Guadalajara        | Challenger      | 75 000 $        | Terre (ext.)    | Gastón Etlis Martín Rodríguez             | Agustín Calleri Ignacio Hirigoyen           | 7-5, 7-5          |                 |
|    | 2002-2003  | Pas de tournoi                          | Pas de tournoi  | Pas de tournoi  | Pas de tournoi  | Pas de tournoi                            | Pas de tournoi                              | Pas de tournoi    | Pas de tournoi  |
| 12 | 06-12-2004 | Copa Petrobras, Guadalajara             | Challenger      | 50 000 $        | Terre (ext.)    | Santiago González Alejandro Hernández     | Rubén Ramírez Hidalgo Sergio Roitman        | 7-65, 1-6, 6-3    |                 |
|    | 2005-2010  | Pas de tournoi                          | Pas de tournoi  | Pas de tournoi  | Pas de tournoi  | Pas de tournoi                            | Pas de tournoi                              | Pas de tournoi    | Pas de tournoi  |
| 13 | 20-06-2011 | Jalisco Open, Guadalajara               | Challenger      | 100 000 $       | Dur (ext.)      | Vasek Pospisil Bobby Reynolds             | Pierre-Ludovic Duclos Ivo Klec              | 6-4, 66-7, [10-6] |                 |
| 14 | 12-03-2012 | Aeroméxico Jalisco Open, Guadalajara    | Challenger      | 100 000 $       | Dur (ext.)      | James Cerretani Adil Shamasdin            | Tomasz Bednarek Olivier Charroin            | 7-65, 6-1         |                 |
| 15 | 08-04-2013 | Aeroméxico Jalisco Open, Guadalajara    | Challenger      | 100 000 $       | Dur (ext.)      | Marin Draganja Mate Pavić                 | Sam Groth John-Patrick Smith                | 5-7, 6-2, [13-11] |                 |
| 16 | 25-03-2014 | Zurich Jalisco Open, Guadalajara        | Challenger      | 100 000 $       | Dur (ext.)      | César Ramírez Miguel Ángel Reyes-Varela   | Andre Begemann Matthew Ebden                | 6-4, 6-2          |                 |
| 17 | 20-04-2015 | Zurich Jalisco Open, Guadalajara        | Challenger      | 100 000 $       | Dur (ext.)      | Austin Krajicek Rajeev Ram                | Marcelo Demoliner Miguel Ángel Reyes-Varela | 7-5, 4-6, [10-6]  |                 |
| 18 | 14-03-2016 | Jalisco Open by Aeroméxico, Guadalajara | Challenger      | 100 000 $       | Dur (ext.)      | Gero Kretschmer Alexander Satschko        | Santiago González Mate Pavić                | 6-3, 4-6, [10-2]  |                 |
| 19 | 20-03-2017 | Jalisco Open by Aeroméxico, Guadalajara | Challenger      | 50 000 $        | Dur (ext.)      | Santiago González Artem Sitak             | Luke Saville John-Patrick Smith             | 6-3, 1-6, [10-5]  |                 |
| 20 | 16-04-2018 | Jalisco Open by Aeroméxico, Guadalajara | Challenger      | 50 000 $        | Dur (ext.)      | Marcelo Arévalo Miguel Ángel Reyes-Varela | Brydan Klein Ruan Roelofse                  | 7-63, 7-5         |                 |